# Pequeño Buda
Pequeño Buda (título original en inglés: Little Buddha) es una película franco-británica dirigida por Bernardo Bertolucci en 1993.

## Sinopsis
La película cuenta cómo un monje tibetano llamado Lama Norbu y muchos de sus ayudantes buscan la reencarnación, en Seattle, de un lama que había muerto ya hace ocho años.
Cuando creen haber encontrado su reencarnación en Seattle en un niño rubio llamado Jessie, van hasta allí desde el monasterio de Paro, en Bután (viven exiliados en Nepal, Bután y la India por la invasión de China). Según el monje Champa, tuvo un sueño en el que se le aparecía un lugar muy hermoso, en el que había una colina y en donde estaba el Lama Dorje. Cuando llegaron a la dirección donde estaba la colina, descubrieron que la casa de Jessie estaba situada en la colina con la que él había soñado tantas veces.
Cuando los monjes contaron a los padres todo lo ocurrido, estos se quedaron pasmados porque no podían creer que su hijo pudiera ser la reencarnación  del Lama Dorje. El Lama Norbu, le regala a Jessie el libro de Buda, en el que aparecen varias escenas que cuentan su vida. Cuando un socio del padre de Jessie muere, éste se ve muy afectado y empieza a cambiar de opinión sobre el budismo. Los monjes les dicen a la familia que tienen que ir a Nepal porque hay más candidatos para ser el Lama Dorje, entonces el padre de Jessie decide ir a Bután, porque cree que si hay más candidatos posiblemente Jesse no sea la reencarnación del Lama Dorje.
Jessie y su padre se van a Bután, pero su madre no puede. Una vez allí, Jessie conoce a Rayu y a una niña india muy amables (Gipta), quienes también son candidatos a ser la reencarnación. Tras pasar varias pruebas, el Lama Norbu está cada vez más convencido de que los tres tienen algo que ver con el Lama Dorje. Tras varias pruebas y la intervención de un oráculo, el Lama Norbu descubre que los tres niños son una parte del Lama Dorje: Jessie, la mente; Rayu, es el cuerpo; y la niña india (Gipta), es el habla o el espíritu.
El lama Norbu tras meditar varios días, muere y sus cenizas son repartidas entre los tres niños para que las esparzan; cada uno lo hace en su lugar de origen y de una forma diferente: en el agua, el aire y la tierra. Al final los niños vuelven a sus hogares. Jessie vuelve a Seattle con su padre, y se reúnen con su madre, que está esperando un bebé.